# Chuniophoenix
Chuniophoenix är ett släkte av enhjärtbladiga växter. Chuniophoenix ingår i familjen Arecaceae.
Kladogram enligt Catalogue of Life:
| Chuniophoenix | \| \| Chuniophoenix hainanensis \| \| \| \| \| \| Chuniophoenix humilis \| \| \| \| \| \| Chuniophoenix nana \| \| \| \| |
|               | \| \| Chuniophoenix hainanensis \| \| \| \| \| \| Chuniophoenix humilis \| \| \| \| \| \| Chuniophoenix nana \| \| \| \| |
|               | Chuniophoenix hainanensis                                                                                                |
|               | |
|               | Chuniophoenix humilis |
|               | |
|               | Chuniophoenix nana |
|               | |